# باشگاه فوتبال توران توووز
باشگاه فوتبال توران تووز (به ترکی آذربایجانی: Turan Tovuz Futbol Klubu) از باشگاه‌های فوتبال آذربایجانی است که در سال ‌۱۹۹۲ در شهر تووز مرکز شهرستان تووز تأسیس شده‌است. و هم‌اکنون در لیگ برتر فوتبال جمهوری آذربایجان بازی می‌کند. ورزشگاه شهر تووز محل انجام بازی‌های خانگی این تیم می‌باشد. باشگاه فوتبال توران تووز با یکبار سابقه قهرمانی در لیگ، در پایان مسابقات لیگ برتر با قرار گرفتن در رده ۱۱ به دسته دوم فوتبال باشگاه‌های جمهوری آذربایجان سقوط کرد.

## عملکرد باشگاه فوتبال توران تووز از بدو تاسیس
| فصل     | لیگ | عنوان        | بازی         | برد          | مساوی        | باخت         | گل زده       | گل خورده     | امتیاز       | جام حذفی   |
| ------- | --- | ------------ | ------------ | ------------ | ------------ | ------------ | ------------ | ------------ | ------------ | ---------- |
| ۱۹۹۲    | 1st | ۳            | ۳۶           | ۲۶           | ۴            | ۶            | ۶۲           | ۲۴           | ۵۶           | ۱/۴ نهایی  |
| ۱۹۹۳    | 1st | ۳            | ۱۸           | ۱۲           | ۶            | ۰            | ۳۴           | ۴            | ۳۰           | نیمه‌پایانی |
| ۱۹۹۳–۹۴ | 1st | ۱            | ۳۰           | ۲۳           | ۴            | ۳            | ۷۴           | ۱۸           | ۵۰           | ۱/۸ نهایی  |
| ۱۹۹۴–۹۵ | 1st | ۲            | ۲۴           | ۱۹           | ۲            | ۳            | ۴۸           | ۱۴           | ۴۰           | ۱/۸ نهایی  |
| ۱۹۹۵–۹۶ | 1st | ۴            | ۲۰           | ۹            | ۳            | ۸            | ۲۶           | ۳۰           | ۳۰           | ۱/۴ نهایی  |
| ۱۹۹۶–۹۷ | 1st | ۴            | ۳۰           | ۱۹           | ۷            | ۴            | ۴۸           | ۱۳           | ۶۴           | نیمه‌پایانی |
| ۱۹۹۷–۹۸ | 1st | ۹            | ۲۶           | ۹            | ۴            | ۱۳           | ۲۶           | ۴۵           | ۳۱           | ۱/۴ نهایی  |
| ۱۹۹۸–۹۹ | 1st | ۷            | ۳۲           | ۱۸           | ۹            | ۵            | ۵۹           | ۲۷           | ۶۳           | نیمه‌پایانی |
| ۱۹۹۹-۰۰ | 1st | ۱۰           | ۲۲           | ۵            | ۵            | ۱۲           | ۱۷           | ۳۶           | ۲۰           | ۱/۸ نهایی  |
| ۲۰۰۰–۰۱ | 1st | ۵            | ۲۰           | ۹            | ۳            | ۸            | ۴۲           | ۲۸           | ۳۰           | نیمه‌پایانی |
| ۲۰۰۱–۰۲ | 1st | ۹            | ۳۰           | ۱۴           | ۷            | ۹            | ۴۰           | ۳۵           | ۴۹           | ۱/۴ نهایی  |
| ۲۰۰۳–۰۴ | 1st | ۱۳           | ۲۶           | ۴            | ۴            | ۱۸           | ۱۵           | ۵۹           | ۱۶           | ۱/۸ نهایی  |
| ۲۰۰۴–۰۵ | 1st | ۴            | ۳۴           | ۲۲           | ۷            | ۵            | ۶۴           | ۲۱           | ۷۳           | ۱/۸ نهایی  |
| ۲۰۰۵–۰۶ | 1st | ۶            | ۲۶           | ۱۱           | ۵            | ۱۰           | ۲۷           | ۲۱           | ۳۸           | ۱/۴ نهایی  |
| ۲۰۰۶–۰۷ | 1st | ۱۰           | ۲۴           | ۵            | ۵            | ۱۴           | ۲۴           | ۳۸           | ۲۰           | ۱/۴ نهایی  |
| ۲۰۰۷–۰۸ | 1st | ۱۲           | ۲۶           | ۴            | ۶            | ۱۶           | ۲۱           | ۴۹           | ۱۸           | ۱/۸ نهایی  |
| ۲۰۰۸–۰۹ | 1st | ۱۱           | ۲۶           | ۵            | ۵            | ۱۶           | ۱۹           | ۴۵           | ۲۰           | ۱/۸ نهایی  |
| ۲۰۰۹–۱۰ | 1st | ۹            | ۳۲           | ۸            | ۹            | ۱۵           | ۳۸           | ۴۳           | ۳۳           | ۱/۸ نهایی  |
| ۲۰۱۰–۱۱ | 1st | ۱۰           | ۳۲           | ۷            | ۶            | ۱۹           | ۲۴           | ۴۷           | ۲۷           | ۱/۴ نهایی  |
| ۲۰۱۱–۱۲ | 1st | ۱۱           | ۳۲           | ۶            | ۷            | ۱۹           | ۲۶           | ۴۲           | ۲۵           | دور اول    |
| ۲۰۱۲–۱۳ | 1st | در حال انجام | در حال انجام | در حال انجام | در حال انجام | در حال انجام | در حال انجام | در حال انجام | در حال انجام | دور دوم    |